# Panathīnaïkos Athlītikos Omilos 1971-1972
Questa voce raccoglie le informazioni riguardanti il Panathīnaïkos Athlītikos Omilos nelle competizioni ufficiali della stagione 1971-1972.

## Stagione
All'inizio della stagione il Panathinaikos ebbe la possibilità di partecipare alla Coppa Intercontinentale in sostituzione dell'Ajax, che declinò per via degli incidenti avvenuti nell'edizione precedente. I Tryfilli, opposti ai campioni sudamericani del Nacional, si fecero raggiungere nella gara di andata giocata in casa e persero per 2-1 a Montevideo. A livello nazionale il Panathinaikos ritornò alla vittoria dell'undicesimo titolo e giunse sino alla finale di Coppa di Grecia, dove fu sconfitto dal PAOK.

## Maglie e sponsor
Alle divise introdotte nella stagione precedente se ne aggiunge una con le maniche bianche.
| Manica sinistra · Manica sinistra · Maglietta · Maglietta · Manica destra · Manica destra · Pantaloncini · Calzettoni · Calzettoni | Manica sinistra · Manica sinistra · Maglietta · Maglietta · Manica destra · Manica destra · Pantaloncini · Calzettoni · Calzettoni | Manica sinistra · Manica sinistra · Maglietta · Maglietta · Manica destra · Manica destra · Pantaloncini · Calzettoni · Calzettoni | Manica sinistra · Manica sinistra · Maglietta · Maglietta · Manica destra · Manica destra · Pantaloncini · Calzettoni |

## Rosa
| N. |                   | Ruolo | Calciatore            |
| -- | ----------------- | ----- | --------------------- |
|    | Grecia (bandiera) | P     | Takis Ikonomopoulos   |
|    | Grecia (bandiera) | P     | Vasilīs Kōnstantinou  |
|    | Grecia (bandiera) | P     | Petros Panopoulos     |
|    | Grecia (bandiera) | D     | Yianis Tomaras        |
|    | Grecia (bandiera) | D     | Anthimos Kapsīs       |
|    | Grecia (bandiera) | D     | Victor Mitropoulos    |
|    | Grecia (bandiera) | D     | Fragkiskos Sourpīs    |
|    | Grecia (bandiera) | D     | Giorgios Vlahos       |
|    | Grecia (bandiera) | D     | Kōstas Athanasopoulos |
|    | Grecia (bandiera) | D     | Giorgos Gonios        |
|    | Grecia (bandiera) | D     | Stelios Foukos        |
|    | Grecia (bandiera) | D     | Nikos Karamanlis      |
|    | Grecia (bandiera) | C     | Kostas Eleftherakis   |

| N. |                   | Ruolo | Calciatore          |
| -- | ----------------- | ----- | ------------------- |
|    | Grecia (bandiera) | C     | Aristidis Kamaras   |
|    | Grecia (bandiera) | C     | Mimis Demetriou     |
|    | Grecia (bandiera) | C     | Dīmītrīs Domazos    |
|    | Grecia (bandiera) | C     | Karolos Linaris     |
|    | Grecia (bandiera) | C     | Giorgos Rokidis     |
|    | Grecia (bandiera) | A     | Totis Filakouris    |
|    | Grecia (bandiera) | A     | Antōnīs Antōniadīs  |
|    | Grecia (bandiera) | A     | Sakīs Kouvas        |
|    | Grecia (bandiera) | A     | Charīs Grammos      |
|    | Grecia (bandiera) | A     | Giorgos Delijiannis |
|    | Grecia (bandiera) | A     | Demetri Kaligeris   |
|    | Grecia (bandiera) | A     | Takis Papadimitriou |

## Risultati

### Coppa di Grecia
| Primo turno | Panathīnaïkos | 9 – 1 | Orfeas Egaleo |  |

| Secondo turno | Panathīnaïkos | 3 – 0 | Skoda Xanthī |  |

| Terzo turno | Apollōn Smyrnīs | 0 – 1 | Panathīnaïkos |  |

| Quarti di finale | Panathīnaïkos | 6 – 2 | Trikala |  |

| Semifinale | Panathīnaïkos | 2 – 0 | Paniōnios |  |

| Arbitro: | Michas |

|                |           |                   |
| Koudas 2’, 88’ | Marcatori | 89’ Papadimitriou |

### Coppa Intercontinentale
| Arbitro: | Favilli Neto |

|                |           |            |
| Filakouris 48’ | Marcatori | 50’ Artime |

| Arbitro: | Mullan |

|                 |           |                |
| Artime 34’, 74’ | Marcatori | 89’ Filakouris |

## Statistiche

### Statistiche di squadra
| Competizione            | Punti | Totale | Totale | Totale | Totale | Totale | Totale | DR  |
| Competizione            | Punti | G      | V      | N      | P      | Gf     | Gs     | DR  |
| ----------------------- | ----- | ------ | ------ | ------ | ------ | ------ | ------ | --- |
| Alpha Ethniki           | 88    | 34     | 24     | 6      | 4      | 89     | 23     | +66 |
| Coppa di Grecia         | -     | 6      | 5      | 0      | 1      | 23     | 4      | +19 |
| Coppa Intercontinentale | -     | 2      | 0      | 1      | 1      | 2      | 3      | -1  |
| Totale                  |       | 42     | 29     | 7      | 5      | 114    | 30     | +84 |

### Statistiche dei giocatori
| Giocatore      | Alpha Ethniki | Alpha Ethniki |
| Giocatore      | Presenze      | Reti          |
| -------------- | ------------- | ------------- |
| Antoniadis     | 34            | 39            |
| Athanasopoulos | 31            | 1             |
| Delijiannis    | 6             | 0             |
| Dimitriou      | 30            | 5             |
| Domazos        | 30            | 5             |
| Eftherakis     | 34            | 14            |
| Filakouris     | 24            | 5             |
| Foukos         | 2             | 0             |
| Gonios         | 10            | 0             |
| Grammos        | 13            | 5             |
| Ikonomopoulos  | 23            | -?            |
| Kalligeris     | 1             | 0             |
| Kamaras        | 13            | 0             |
| Kapsis         | 30            | 0             |
| Karamanlis     | 11            | 0             |
| Konstantinou   | 11            | -?            |
| Kouvas         | 28            | 8             |
| Linaris        | 3             | 0             |
| Mitropoulos    | 13            | 0             |
| Panopoulos     | 0             | 0             |
| Papadimitriou  | 21            | 6             |
| Rokidis        | 5             | 0             |
| Sourpis        | 29            | 0             |
| Tomaras        | 9             | 0             |
| Vlahos         | 16            | 0             |